# Titov Vrv
Titov Vrv (makedonska: Титов Врв, Golem Turčin) är det högsta berget i Šarbergen i Nordmakedonien. Högsta toppen är 2747 meter över havet.